# Granetalsperre
Die Granetalsperre ist eine Talsperre der Grane im Harz. Sie liegt im niedersächsischen Landkreis Goslar beim Langelsheimer Stadtteil Astfeld.
Die von 1966 bis 1969 angelegte und von den Harzwasserwerken betriebene Stauanlage dient der Trinkwasserversorgung, dem Hochwasserschutz, der Niedrigwasseraufhöhung und der Energieerzeugung. Sie ist die jüngste Talsperre im Harz.

## Geographie

### Lage
Die Granetalsperre befindet sich im Naturpark Harz. Ihr Staudamm steht im Tal des Innerste-Zuflusses Grane südsüdwestlich oberhalb des zum Langelsheimer Stadtteil Astfeld gehörenden Ortsteils Herzog Juliushütte. Die Stauanlage liegt im Landschaftsschutzgebiet Harz (Landkreis Goslar) (CDDA-Nr. 321402; 2001 ausgewiesen; 389,75 km² groß).

### Naturräumliche Zuordnung
Die Granetalsperre liegt in der naturräumlichen Haupteinheitengruppe Harz (Nr. 38), in der Haupteinheit Oberharz (380) und in der Untereinheit Goslarer Bergland (380.2) in den Naturräumen Gosebergland (380.21; Ostarm) und Wolfshagener Becken (380.20; Westarm).
Vom Staudamm nach Norden leitet die Landschaft entlang der Grane in den Naturraum Innerstemulde (379.28) über, der in der Haupteinheitengruppe Weser-Leine-Bergland (37) und in der Haupteinheit Innerstebergland (379) zur Untereinheit Ringelheimer Bergland (379.2) zählt.

## Staudamm
Der Staudamm wurde von 1966 bis 1969 aufgeschüttet. Er ist über der Talsohle 62 m und über der Gründungssohle 67 m hoch. Der Damm ist an der auf 313 m Höhe liegenden Krone 600 m lang und 8 m breit; an seiner Basis sind es 234 m Breite. Der Damm besteht aus 1,8 Mio. m³ Erdmaterial, und er hat eine Asphaltbeton-Außendichtung.

## Stausee
Der Stausee weist eine Oberfläche von 2,19 km² (= 219 ha) auf. Sein Stauraum kann 46,4 Mio. m³ Wasser aufnehmen. Das Stauziel liegt auf 311 m Höhe. Das unbeeinflusste Einzugsgebiet des Granesystems ist 23 km² groß; aufgrund von Überleitungsstollen aus Nachbargebieten hat das Einzugsgebiet insgesamt sogar 234 km² Fläche.
Hauptzufluss des Stausees ist die den schmaleren Ostarm speisende Grane, den breiteren Westarm speisen der längere Varley- und kürzere Wiehnbach. Zwischen diesen Hauptarmen erhebt sich der Lütjenberg (387 m). Nordöstlich des Stausees liegt der Nordberg (457,5 m) und nördlich der Todberg (367,2 m) mit zwischen beiden befindlichem Staudamm.

## Wasserwerk
Das Wasserwerk für die Trinkwasserversorgung liegt erhöht am nördlichen Hang. Hierfür wird das Wasser aus der Talsperre in ein Ausgleichs-Speicherbecken von 60.000 m³ Speicherraum hochgepumpt, von wo es zum Wasserwerk zur Aufbereitung fließt. Das 1972 in Betrieb genommene Wasserkraftwerk hat eine Leistung von 180 kW. Die Granetalsperre hat einen mittleren Jahresabfluss von 55 Mio. m³.

## Überleitungsstollen
Weil die Grane selbst aufgrund ihres geringen Einzugsgebietes nicht ausreichend Wasser für die Trinkwasserversorgung führt, wurde der 7,4 km lange Oker-Grane-Stollen aufgefahren, der in Romkerhalle unterhalb der Okertalsperre von der Oker abzweigt und nordwestwärts zur Granetalsperre führt. Dieser nimmt unterwegs auch Wasser aus der Gose und dem Wintertalbach auf. In seinem Einlaufbauwerk in Romkerhalle kann er ebenso das Wasser der Großen Romke erfassen, in die etwa 1000 Meter oberhalb der 4,8 km lange Radau-Stollen mündet, der ab gewissen Wasserführungen Wasser aus der Radau entnimmt.
Ferner besteht zur weiteren Erhöhung des Wasserdargebotes eine 4,6 km lange Rohrleitung DN 1200 von der Innerstetalsperre zum Varleytal, die mittels zweier 1.000 kW-Pumpen bis zu 2,0 m³/s Wasser aus dem Innerstegebiet der Granetalsperre zuführen kann. Da das Wasser über einen 100 Meter hohen Berg gepumpt werden muss, ist diese Alimentierung relativ energieaufwendig, weshalb die Pumpen nur eingeschaltet werden, wenn der Wasservorrat in der Granetalsperre knapp wird.

## Fauna
Die Granetalsperre ist ein vom Klub Braunschweiger Fischer e. V. gehegtes Salmonidengewässer mit großen Bach-, Regenbogen- und Seeforellen, an dem ausschließlich das Fliegenfischen und das Angeln mit jeglichen Kunstködern für eine begrenzte Anzahl von Jahreskarten zugelassen ist. Bekannt ist die Talsperre auch durch Fänge von kapitalen Flussbarschen. Da das Wasserschutzgebiet eigentlich nicht betreten werden darf, müssen die Angler eine Sondergenehmigung vorweisen können, der eine Unterweisung vorausgeht.
Das Umfeld von Damm und Stauraum ist noch von der im Landkreis Goslar sehr selten gewordenen Kreuzotter besiedelt.

## Freizeit und Wandern
Da der Stausee der Trinkwassergewinnung dient, ist Wassersport wie Segeln oder Surfen auf ihm verboten. Auch der Autoverkehr wird von ihm ferngehalten. Um den See wurde eine Forststraße zur Erschließung der Waldflächen angelegt, der Wanderern und Radfahrern zur Nutzung offensteht und 14,5 km lang ist. Die Talsperre ist als Nr. 110 in das System der Stempelstellen der Harzer Wandernadel einbezogen; die Stempelstelle befindet sich östlich oberhalb einer Bucht.

## Bildergalerie

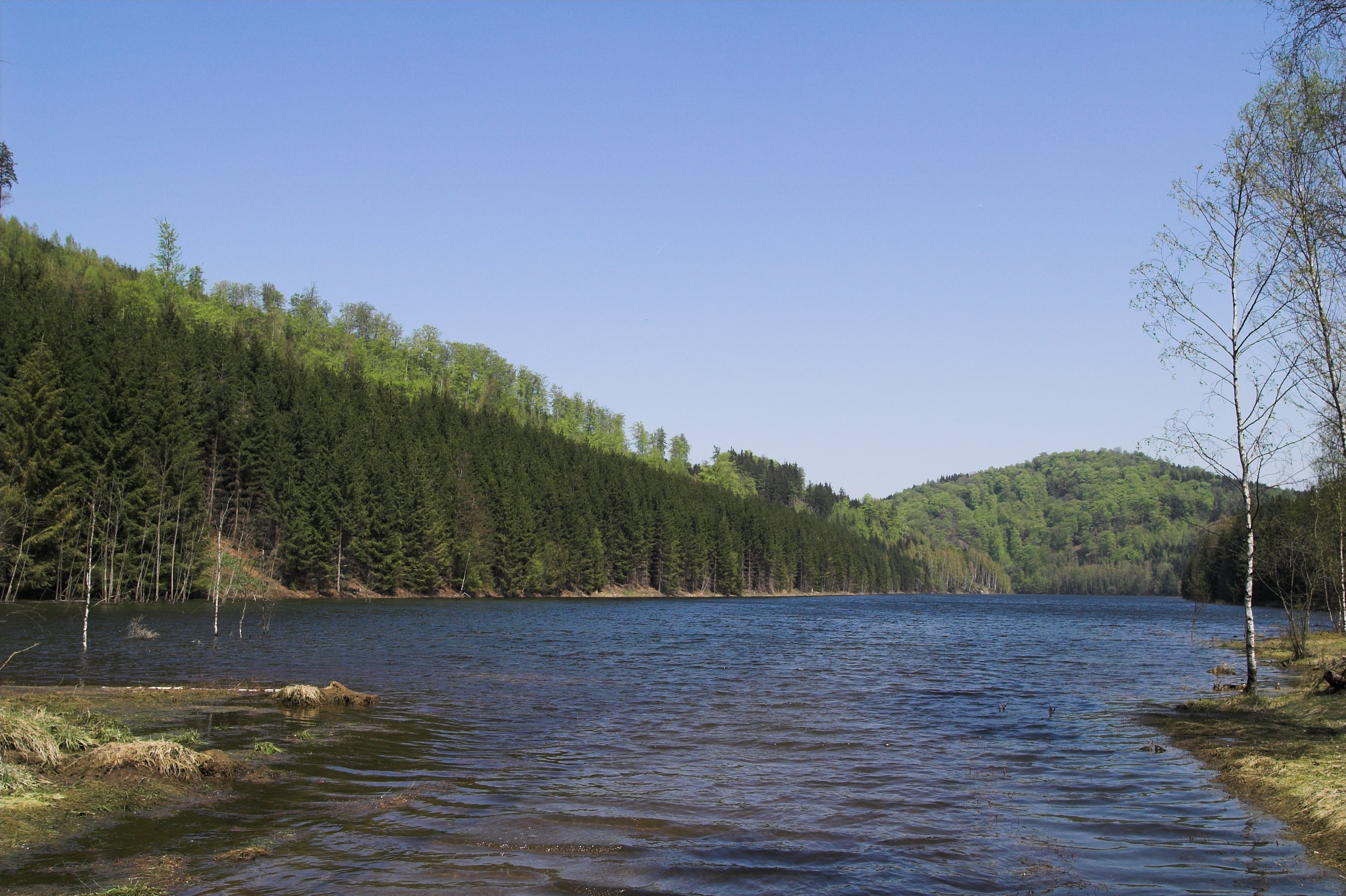
Einmündung (links) der Grane in den Stausee; rechts im Hintergrund der Königsberg
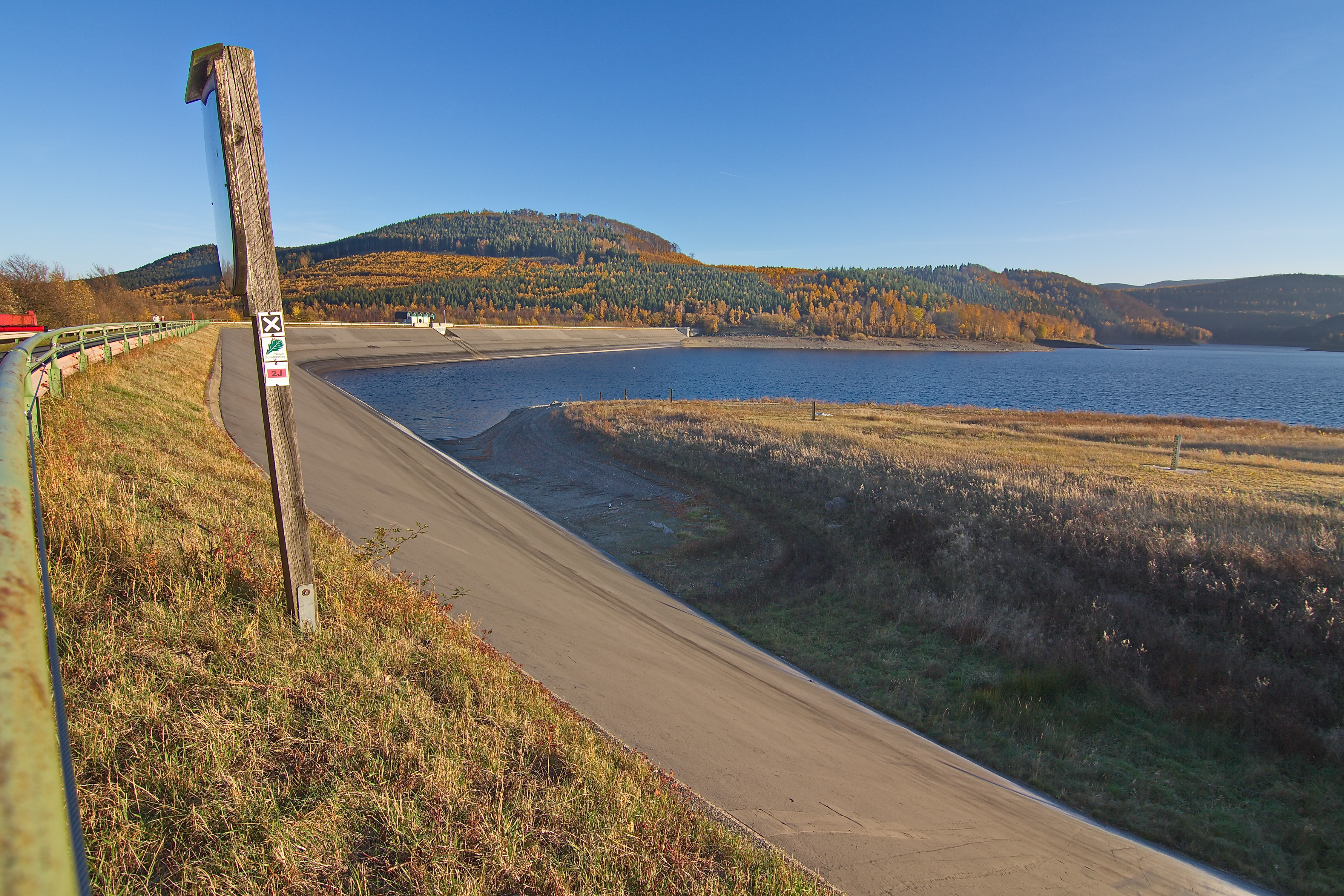
Wasserseitige Böschung des Dammes mit Asphaltdichtung
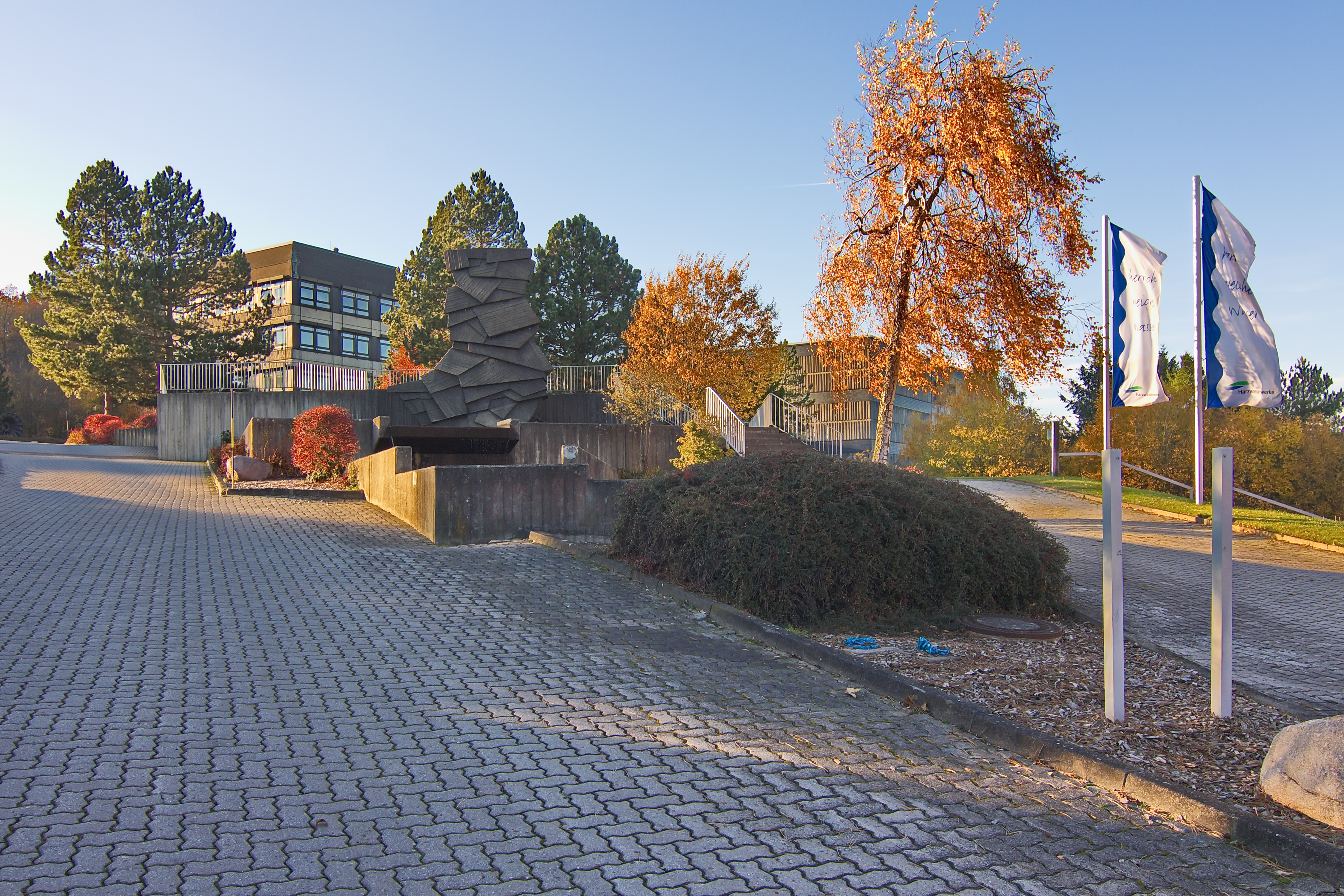
Blick auf das Wasserwerk
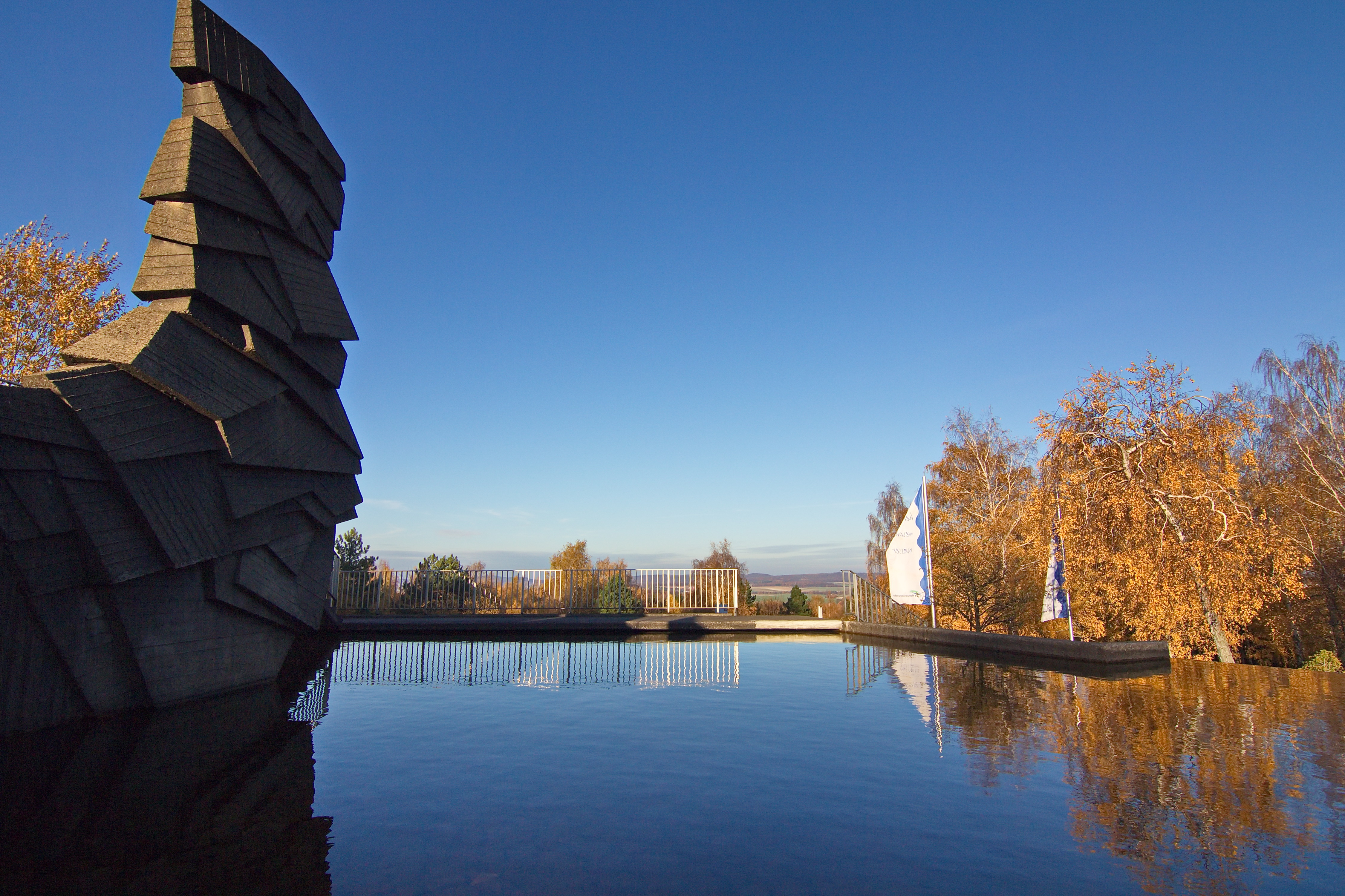
Brunnenanlage vor dem Wasserwerk
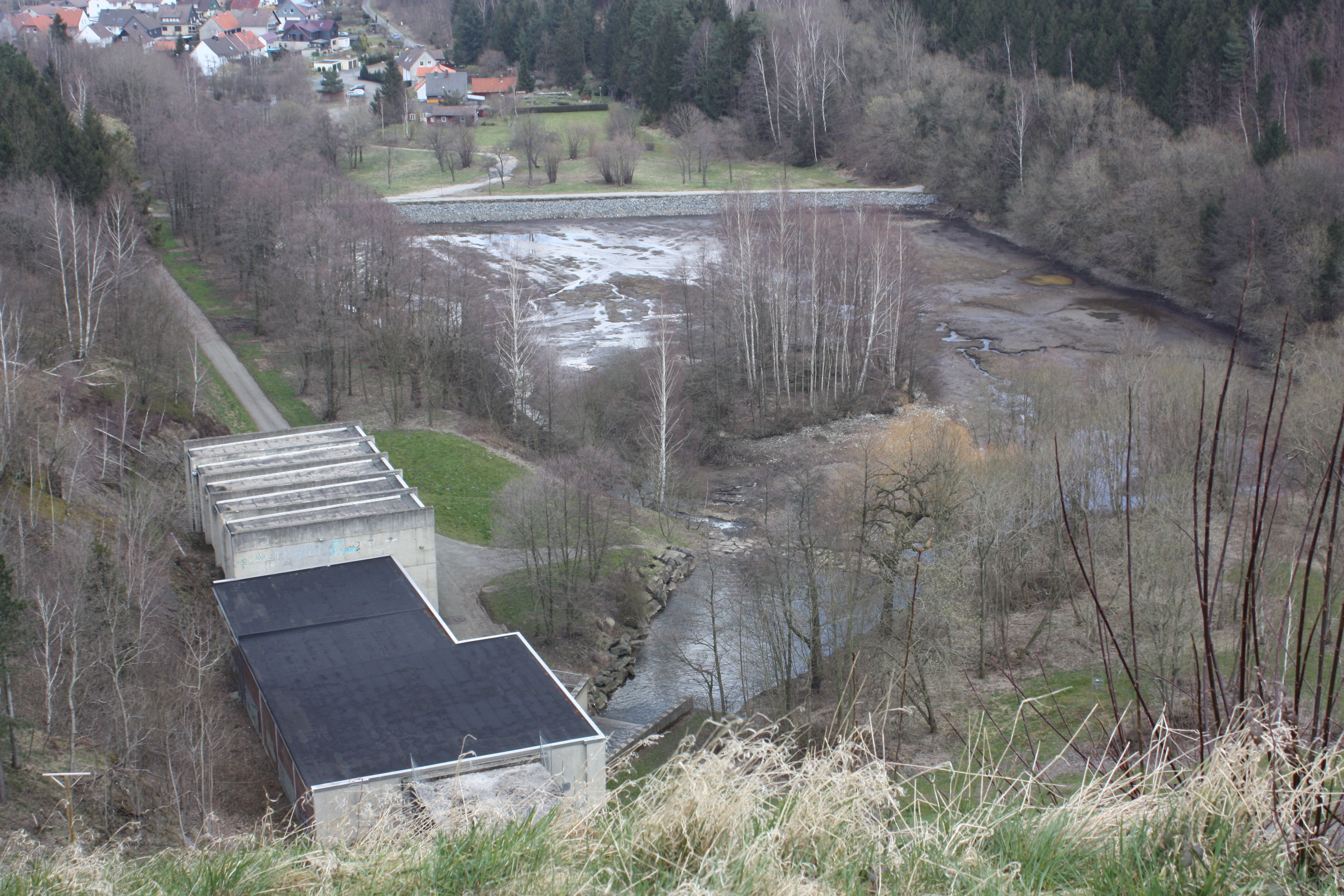
Pumpstation
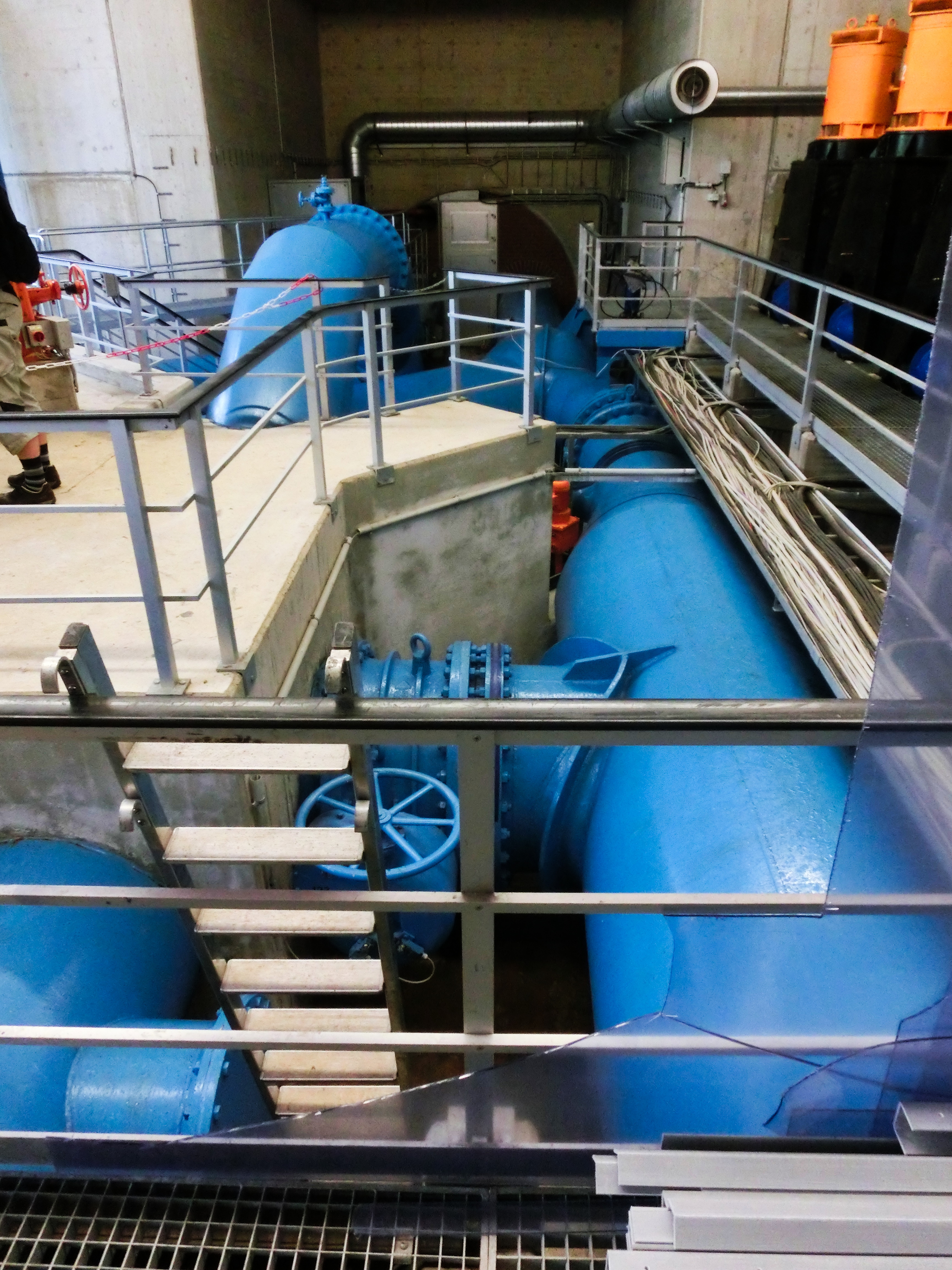
Innenansicht der Pumpstation
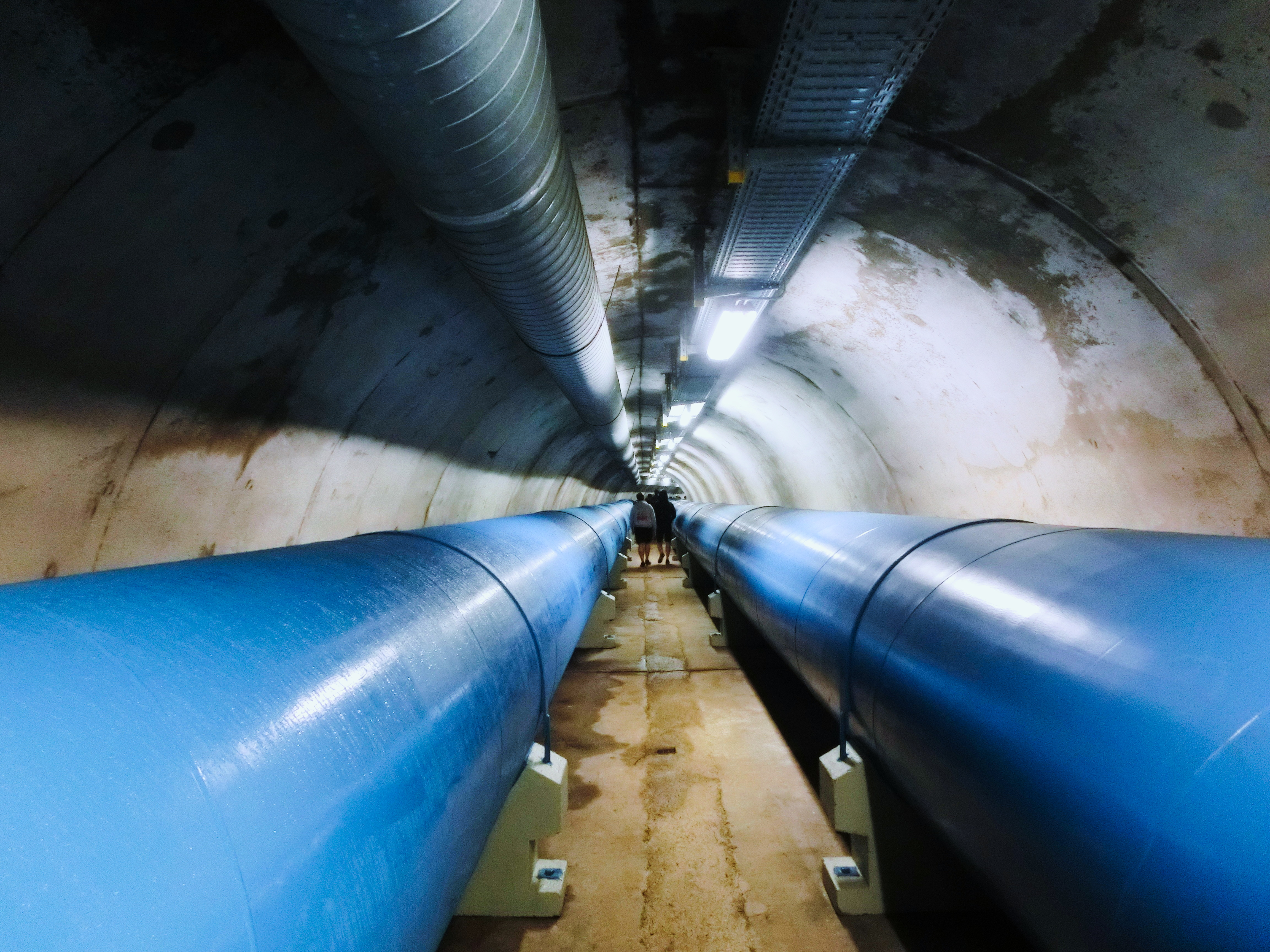
Zugangsstollen unter dem Damm
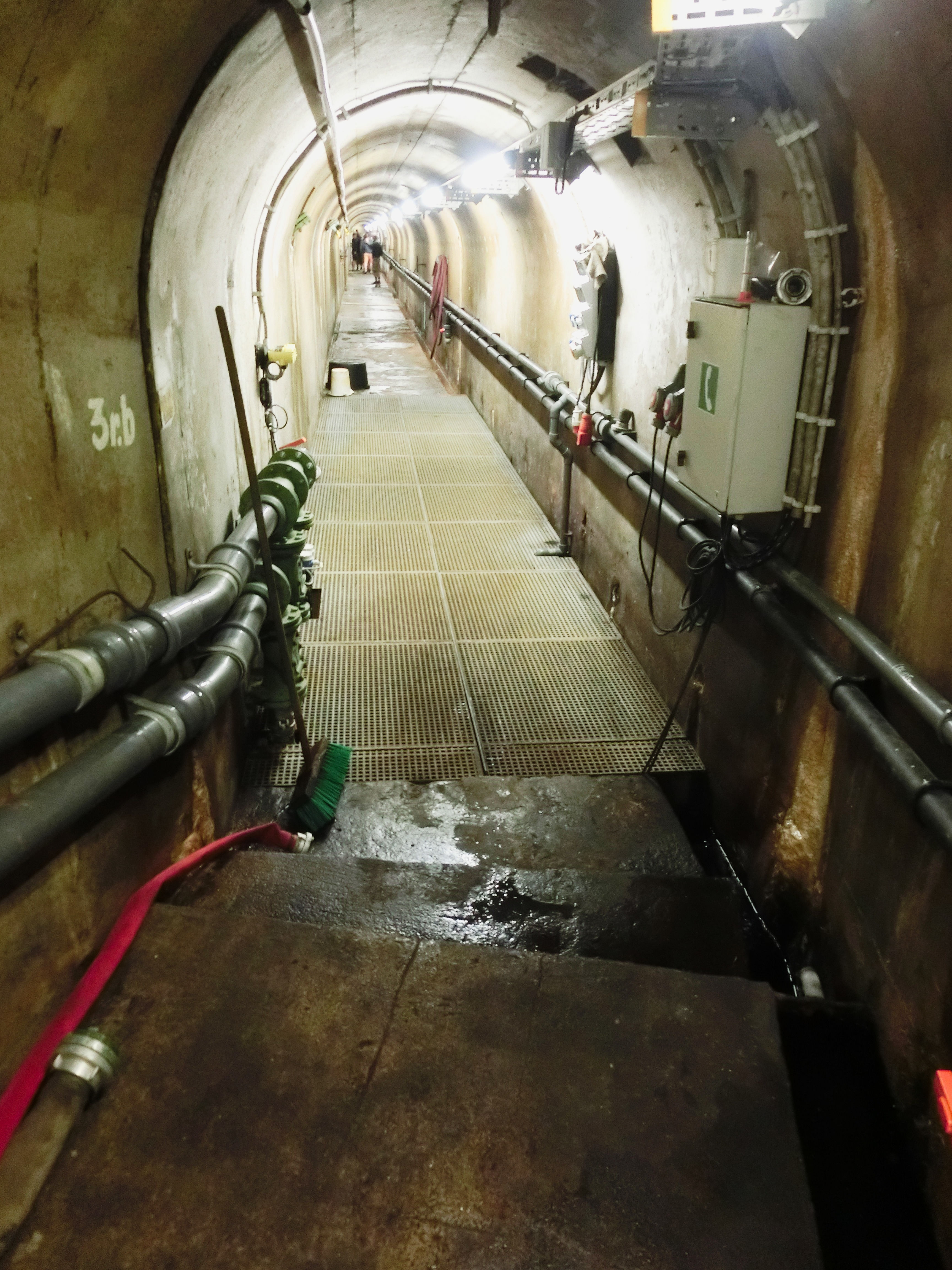
Kontrollgang unter dem Damm